# El Haggounia
El Haggounia (auch El Hagounia oder Hagounia, arabisch الحكونية) ist ein Ort im Norden der Westsahara in der von der Polisario ausgerufenen Demokratischen Arabischen Republik Sahara. Er liegt etwa 25 südlich der Grenze zu Marokko. Wie weite Teile der Westsahara ist auch El Haggounia von Marokko besetzt.
Der in der Nähe der Grenze zu Marokko gelegene Ort zählt 1089 Einwohner (2004) und gehört zur Provinz Laâyoune.
Internationale Beachtung erlangte der Ort als in der Nacht vom 6. auf den 7. November 1975 ein Marschzug des Grünen Marschs mit 100.000 Teilnehmern von Marokko kommend die Grenze überschritt und nördlich von El Haggounia ein Zeltlager errichtete. Mit dem Marsch verfolgte Marokko das Ziel die damalige Spanische Sahara an Marokko anzugliedern. Am 10. November 1975 zogen sich die Marschteilnehmer nach Marokko zurück. Spanien übergab jedoch kurze Zeit später die Westsahara und auch El Haggounia an Marokko.
Koordinaten: 27° 26′ N, 12° 24′ W